# Championnat de France de football de deuxième division 2025-2026
Navigation
Ligue 2 2024-2025 Ligue 2 2026-2027
La saison 2025-2026 de Ligue 2 est la 87e édition du championnat de France de football de deuxième division, la 23e sous l'appellation « Ligue 2 » et la 6e sous l'appellation Ligue 2 BKT. La saison a débuté le 8 août 2025 et s’achèvera le 8 mai 2026.

## Décisions administratives
Par une décision du 24 juin 2025, la Direction nationale du contrôle de gestion (DNCG) prononce la rétrogradation administrative en Ligue 2 de l'Olympique lyonnais, 6e du championnat 2024-2025 de Ligue 1. Le club obtient en appel le 9 juillet son maintien en Ligue 1, avec un encadrement de masse salariale.
Le même jour est également prononcé la rétrogradation de l'AC Ajaccio (12e du championnat 2024-2025 de Ligue 2) en National, pour garanties bancaires insuffisantes. C'est la seconde année consécutive que le club corse est menacé de rétrogradation administrative par la DNCG. Le club a fait appel de cette décision, mais la rétrogradation est néanmoins confirmée le 15 juillet 2025. L'AC Ajaccio renonce finalement à saisir le Comité national olympique et sportif français (CNOSF), ce qui entraîne le repêchage de l'US Boulogne (3e du championnat 2024-2025 de National et défait en barrage d'accession), dont le budget a été validé par les instances de la Ligue 2.

## Participants
Les douze clubs maintenus de la saison précédente, auxquels s'ajoutent les trois relégués de Ligue 1 : le Stade de Reims, l'AS Saint-Étienne et le Montpellier HSC ainsi que les trois promus de National : l'AS Nancy-Lorraine, Le Mans FC et l'US Boulogne.
| \| Amiens SC FC Annecy SC Bastia Clermont Foot USL Dunkerque US Boulogne Grenoble · Foot EA Guingamp Le Mans FC Stade lavallois Montpellier HSC AS Nancy-Lorraine AS Saint-Étienne Pau FC Red Star Stade de Reims Rodez AF ESTAC Troyes \| Localisation des clubs engagés. |
| Amiens SC FC Annecy SC Bastia Clermont Foot USL Dunkerque US Boulogne Grenoble · Foot EA Guingamp Le Mans FC Stade lavallois Montpellier HSC AS Nancy-Lorraine AS Saint-Étienne Pau FC Red Star Stade de Reims Rodez AF ESTAC Troyes                                       |

| Club              | En L2 depuis | Classement 2025-2026 | Entraîneur(s)                      | En poste depuis | Stade                            | Capacité | Saisons en Ligue 2 |
| ----------------- | ------------ | -------------------- | ---------------------------------- | --------------- | -------------------------------- | -------- | ------------------ |
| Stade de Reims    | 2025         | 16e (Ligue 1)        | Karel Geraerts                     | 2025            | Stade Auguste-Delaune            | 20 519   | 27                 |
| AS Saint-Étienne  | 2025         | 17e (Ligue 1)        | Eirik Horneland                    | 2024            | Stade Geoffroy-Guichard          | 41 965   | 16                 |
| Montpellier HSC   | 2025         | 18e (Ligue 1)        | Zoumana Camara                     | 2025            | Stade de la Mosson               | 22 000   | 37                 |
| USL Dunkerque     | 2023         | 4e                   | Albert Sánchez                     | 2025            | Stade Marcel-Tribut              | 4 933    | 38                 |
| EA Guingamp       | 2019         | 5e                   | Sylvain Ripoll                     | 2024            | Stade de Roudourou               | 18 462   | 33                 |
| FC Annecy         | 2022         | 6e                   | Laurent Guyot                      | 2021            | Parc des Sports d'Annecy         | 13 634   | 9                  |
| Stade lavallois   | 2022         | 7e                   | Olivier Frapolli                   | 2019            | Stade Francis-Le-Basser          | 11 107   | 34                 |
| SC Bastia         | 2021         | 8e                   | Benoît Tavenot                     | 2024            | Stade Armand-Cesari              | 13 558   | 21                 |
| Grenoble Foot 38  | 2018         | 9e                   | Franck Rizzetto                    | 2025            | Stade des Alpes                  | 20 068   | 44                 |
| ESTAC Troyes      | 2023         | 10e                  | Stéphane Dumont                    | 2024            | Stade de l'Aube                  | 20 420   | 40                 |
| Amiens SC         | 2020         | 11e                  | Omar Daf                           | 2023            | Stade Crédit Agricole la Licorne | 12 999   | 43                 |
| Pau FC            | 2020         | 13e                  | Nicolas Usaï                       | 2023            | Nouste Camp                      | 4 500    | 6                  |
| Rodez AF          | 2019         | 14e                  | Didier Santini                     | 2022            | Stade Paul-Lignon                | 6 761    | 10                 |
| Red Star FC       | 2024         | 15e                  | Grégory Poirier                    | 2024            | Stade Bauer                      | 5 600    | 38                 |
| Clermont Foot 63  | 2024         | 16e                  | Sébastien Mazeyrat Grégory Proment | 2025            | Stade Gabriel-Montpied           | 10 800   | 21                 |
| AS Nancy-Lorraine | 2025         | 1er (National)       | Pablo Correa                       | 2023            | Stade Marcel-Picot               | 20 087   | 25                 |
| Le Mans FC        | 2025         | 2e (National)        | Patrick Videira                    | 2024            | Stade Marie-Marvingt             | 25 064   | 19                 |
| US Boulogne       | 2025         | 3e (National)        | Fabien Dagneaux                    | 2023            | Stade de la libération           | ???      | 30                 |

1. ↑  En raison de travaux, le club joue ses premières rencontres au Stade Gaston-Gérard de Dijon[8].

Légende des couleurs
- Relégué de Ligue 1 2024-2025
- Promu de National 2024-2025

Évolution des stades
- Le FC Annecy voit son stade, le Parc des Sports d'Annecy, subir des travaux de rénovation durant l'intersaison avec notamment une pelouse hybride et l'installation de mats d’éclairage avec leds; la fin des travaux est prévu pour la fin du mois de septembre[9]. Le club délocalise ses premières rencontres au Stade Gaston-Gérard de Dijon[10].
- Le Red Star FC voit son Stade Bauer continuer son évolution avec la poursuite des travaux entamés depuis 3 ans. Une ouverture de la tribune Nord de la Bauer Box à mi-saison n'a pas encore été prononcée[11].
- Le SC Bastia voit son Stade Armand-Cesari continuer ses travaux de modernisation qui dureront jusqu'en 2027, ces travaux incluent une reconstruction de la Tribune Est qui ampute le stade de 2 490 places assises[12].
- Le Clermont Foot 63 voit son Stade Gabriel-Montpied continuer les travaux de la toute nouvelle tribune principale qui dureront jusqu'en 2026. Une ouverture de cette dernière à mi-saison n'a pas encore été prononcée[13].
- L'USL Dunkerque voit son Stade Marcel-Tribut entamer la deuxième phase de travaux, avec l'objectif de passer le cap des 8 000 places pour 2027, voire des 11 000 places pour 2030[14].
- Le Stade Lavallois va entamer les travaux de modernisation de son Stade Francis-Le-Basser, ces travaux incluent une démolition de la tribune principale, la capacité pour évoluer ou diminuer en milieu de saison[15].
- Le Pau FC a vu son stade, le Nouste Camp, gagner une 3ème tribune portant la capacité à environ 4 500 places contre environ 3 800 auparavant[16]. Cette tribune se situera derrière les buts côté Nord.
- Le Rodez AF a vu la reconstruction de son Stade Paul-Lignon achevée après 5 ans de travaux. La capacité totale et définitive du stade est portée à 6 800 places pour la saison 2025-2026[17].
- L'US Boulogne dont la montée a été confirmée une semaine avant le début du championnat a vu son Stade de la Libération connaître des travaux d'homologation rapides pour la Ligue 2. La capacité en 2025 reste pour l'instant inconnue en raison des incertitudes liées à l'ouverture et à l'homologation de certaines tribunes pour raisons de sécurité.

### Changements d'entraîneur
| Club             | Entraîneur partant | Motif du départ            | Date de départ  | Position   | Entraîneur arrivant                | Date d'arrivée  |
| ---------------- | ------------------ | -------------------------- | --------------- | ---------- | ---------------------------------- | --------------- |
| USL Dunkerque    | Luís Castro        | Contrat dans un autre club | 16 juin 2025    | Pré-saison | Gonçalo Feio                       | 20 juin 2025    |
| Stade de Reims   | Samba Diawara      | Démission                  | 18 juin 2025    | Pré-saison | Karel Geraerts                     | 18 juin 2025    |
| Clermont Foot 63 | Sébastien Mazeyrat | Fin de l'intérim           | 23 juin 2025    | Pré-saison | Sébastien Mazeyrat Grégory Proment | 23 juin 2025    |
| USL Dunkerque    | Gonçalo Feio       | Consentement mutuel        | 13 juillet 2025 | Pré-saison | Benjamin Rytlewski                 | 19 juillet 2025 |
| USL Dunkerque    | Benjamin Rytlewski | Fin de l'intérim           | 30 juillet 2025 | Pré-saison | Albert Sánchez                     | 30 juillet 2025 |

### Propriétaires et investisseurs majoritaires
| Club              | Budget en M€ | Actionnaire majoritaire              | Depuis | Président            | Directeur sportif                         | Sources |
| ----------------- | ------------ | ------------------------------------ | ------ | -------------------- | ----------------------------------------- | ------- |
| Amiens SC         |              | Bernard Joannin                      | 2009   | Bernard Joannin      | John Williams                             | ,       |
| FC Annecy         |              | Philippe Rey-Gorrez                  | 2019   | Sébastien Faraglia   | Jean-Philippe Nallet                      | ,       |
| SC Bastia         | 13,8         | Pierre-Noël Luiggi / Claude Ferrandi | 2017   | Claude Ferrandi      | Frédéric Antonetti (coordinateur sportif) | ,       |
| US Boulogne       |              | Vincent Boutillier                   | 2022   | Vincent Boutillier   | vacant                                    |         |
| Clermont Foot 63  |              | Ahmet Schaefer                       | 2019   | Ahmet Schaefer       | vacant                                    | [ 25 ]  |
| USL Dunkerque     | 11           | Groupe Amissos                       | 2023   | Jasper Yildirim      | Demba Ba                                  | ,       |
| Grenoble Foot 38  |              | Stéphane Rosnoblet                   | 2015   | Stéphane Rosnoblet   | Max Marty                                 | ,       |
| EA Guingamp       |              | 144 actionnaires                     | 2017   | Frédéric Le Grand    | Jérémy Sorbon                             | ,       |
| Le Mans FC        | 9            | Thierry Gomez                        | 2018   | Thierry Gomez        | vacant                                    | [ 33 ]  |
| Stade lavallois   |              | Laurent Lairy                        | 2021   | Laurent Lairy        | vacant                                    | [ 34 ]  |
| Montpellier HSC   | 15           | Groupe Nicollin                      | 1974   | Laurent Nicollin     | Bruno Carotti                             | ,       |
| AS Nancy-Lorraine |              | Krishen Sud Chien Lee                | 2023   | Krishen Sud          | Michaël Chrétien                          | ,       |
| Pau FC            | 7            | Bernard Laporte-Fray                 | 1995   | Bernard Laporte-Fray | Luis de Sousa                             | ,       |
| Red Star FC       | 15           | A-Cap                                | 2024   | Patrice Haddad       | Grégory Dupont                            | ,       |
| Stade de Reims    | 25           | Jean-Pierre Caillot                  | 2004   | Jean-Pierre Caillot  | Pol-Édouard Caillot                       | ,       |
| Rodez AF          |              | Pierre-Olivier Murat                 | 2001   | Pierre-Olivier Murat | Grégory Ursule                            | [ 49 ]  |
| AS Saint-Étienne  | 40           | Kilmer Sports Ventures               | 2024   | Ivan Gazidis         | Loïc Perrin (coordinateur sportif)        | [ 50 ]  |
| ESTAC Troyes      |              | City Football Group                  | 2020   | Edwin Pindi          | Antoine Sibierski                         | ,       |

## Compétition

### Règlement
Le classement est calculé avec le barème de points suivant : une victoire vaut trois points, le match nul un. La défaite ne rapporte aucun point.
À égalité de points, les critères de départage sont les suivants :
1. Plus grande différence de buts générale ;
2. Plus grand nombre de points dans les confrontations directes ;
3. Plus grande différence de buts dans les confrontations directes ;
4. Plus grand nombre de buts marqués ;
5. Plus grand nombre de victoires ;
6. Plus grand nombre de victoires à l’extérieur ;
7. Meilleure place au Challenge du Fair-play (un point par joueur averti, trois points par joueur exclu).
8. Tirage au sort exécuté par la Ligue de Football Professionnel.

Les règles 2 et 3 de départage des clubs lors des rencontres disputées entre eux ne peuvent s’appliquer que si les deux matchs les ayant opposés ont été joués.
Tant que ces deux matchs ne se sont pas déroulés, les règles 4, 5, 6 et 7 s’appliquent en priorité dans l’ordre de leur énoncé.

### Classement général
Source : Classement officiel sur le site de la LFP.
| Rang | Équipe                | Pts | J | G | N | P | Bp | Bc | Diff |
| ---- | --------------------- | --- | - | - | - | - | -- | -- | ---- |
| 1    | AS Saint-Étienne R    | 4   | 2 | 1 | 1 | 0 | 7  | 3  | +4   |
| 2    | Amiens Sporting Club  | 4   | 2 | 1 | 1 | 0 | 5  | 3  | +2   |
| 3    | Pau FC                | 4   | 2 | 1 | 1 | 0 | 3  | 1  | +2   |
| 4    | Montpellier HSC R     | 4   | 2 | 1 | 1 | 0 | 3  | 2  | +1   |
| 5    | Stade de Reims R      | 4   | 2 | 1 | 1 | 0 | 3  | 2  | +1   |
| 6    | ESTAC Troyes          | 4   | 2 | 1 | 1 | 0 | 2  | 1  | +1   |
| 7    | AS Nancy-Lorraine P   | 4   | 2 | 1 | 1 | 0 | 1  | 0  | +1   |
| 8    | Stade Lavallois       | 2   | 2 | 0 | 2 | 0 | 4  | 4  | 0    |
| 9    | USL Dunkerque         | 2   | 2 | 0 | 2 | 0 | 4  | 4  | 0    |
| 10   | Clermont Foot         | 2   | 2 | 0 | 2 | 0 | 2  | 2  | 0    |
| 11   | SC Bastia             | 1   | 1 | 0 | 1 | 0 | 1  | 1  | 0    |
| 12   | Le Mans FC P          | 1   | 2 | 0 | 1 | 1 | 4  | 5  | -1   |
| 13   | EA Guingamp           | 1   | 2 | 0 | 1 | 1 | 3  | 4  | -1   |
| 14   | Grenoble Foot 38      | 1   | 2 | 0 | 1 | 1 | 2  | 3  | -1   |
| 15   | FC Annecy             | 1   | 2 | 0 | 1 | 1 | 2  | 4  | -2   |
| 16   | Red Star              | 1   | 2 | 0 | 1 | 1 | 2  | 4  | -2   |
| 17   | Rodez AF              | 1   | 2 | 0 | 1 | 1 | 0  | 4  | -4   |
| 18   | US Boulogne-sur-Mer P | 0   | 1 | 0 | 0 | 1 | 0  | 1  | -1   |

Promotions et relégations
- Promotion en Ligue 1 2026-2027
- Barrages de promotion en Ligue 1
- Relégation en Ligue 3 2026-2027
- barrages de relégation

Abréviations
- P : Promu de National 2024-2025
- R : Relégué de Ligue 1 2024-2025
- -1 : Points de pénalité

### Matchs
| Résultats (▼dom., ►ext.)                                   | AMI | ANN | BAS | BOU | CLE | DUN | GRE | GUI | LAV | LEM | MON | NAN | PAU | RED | SDR | ROD | STE | TRO |
| Amiens SC                                                  |     | -   | -   | -   | -   | -   | -   | -   | -   | -   | -   | -   | -   | -   | 2-2 | -   | -   | -   |
| FC Annecy                                                  | -   |     | -   | -   | -   | 2-2 | -   | -   | -   | -   | -   | -   | -   | -   | -   | -   | -   | -   |
| SC Bastia                                                  | -   | -   |     | -   | -   | -   | -   | -   | -   | -   | -   | -   | 1-1 | -   | -   | -   | -   | -   |
| US Boulogne                                                | -   | -   | -   |     | -   | -   | -   | -   | -   | -   | -   | -   | -   | -   | -   | -   | -   | -   |
| Clermont Foot 63                                           | -   | -   | -   | -   |     | -   | -   | -   | -   | -   | -   | -   | -   | -   | -   | -   | -   | 0-0 |
| USL Dunkerque                                              | -   | -   | -   | -   | 2-2 |     | -   | -   | -   | -   | -   | -   | -   | -   | -   | -   | -   | -   |
| Grenoble Foot 38                                           | -   | -   | -   | -   | -   | -   |     | -   | 1-1 | -   | -   | -   | -   | -   | -   | -   | -   | -   |
| EA Guingamp                                                | -   | -   | -   | -   | -   | -   | -   |     | -   | 3-3 | -   | -   | -   | -   | -   | -   | -   | -   |
| Stade lavallois                                            | -   | -   | -   | -   | -   | -   | -   | -   |     | -   | -   | -   | -   | -   | -   | -   | 3-3 | -   |
| Le Mans FC                                                 | -   | -   | -   | -   | -   | -   | -   | -   | -   |     | 1-2 | -   | -   | -   | -   | -   | -   | -   |
| Montpellier HSC                                            | -   | -   | -   | -   | -   | -   | -   | -   | -   | -   |     | -   | -   | 1-1 | -   | -   | -   | -   |
| AS Nancy-Lorraine                                          | -   | -   | -   | 1-0 | -   | -   | -   | -   | -   | -   | -   |     | -   | -   | -   | -   | -   | -   |
| Pau FC                                                     | -   | 2-0 | -   | -   | -   | -   | -   | -   | -   | -   | -   | -   |     | -   | -   | -   | -   | -   |
| Red Star FC                                                | 1-3 | -   | -   | -   | -   | -   | -   | -   | -   | -   | -   | -   | -   |     | -   | -   | -   | -   |
| Stade de Reims                                             | -   | -   | -   | -   | -   | -   | -   | 1-0 | -   | -   | -   | -   | -   | -   |     | -   | -   | -   |
| Rodez AF                                                   | -   | -   | -   | -   | -   | -   | -   | -   | -   | -   | -   | 0-0 | -   | -   | -   |     | -   | -   |
| AS Saint-Étienne                                           | -   | -   | -   | -   | -   | -   | -   | -   | -   | -   | -   | -   | -   | -   | -   | 4-0 |     | -   |
| ESTAC Troyes                                               | -   | -   | -   | -   | -   | -   | 2-1 | -   | -   | -   | -   | -   | -   | -   | -   | -   | -   |     |
| - Victoire à domicile - Match nul - Victoire à l'extérieur |     |     |     |     |     |     |     |     |     |     |     |     |     |     |     |     |     |     |

### Matchs de barrages
|  | Barrages de Ligue 2 - Match 1 | Barrages de Ligue 2 - Match 1 | Barrages de Ligue 2 - Match 1 | Barrages de Ligue 2 - Match 1 |   |   | Barrages de Ligue 2 - Match 2 | Barrages de Ligue 2 - Match 2 | Barrages de Ligue 2 - Match 2 | Barrages de Ligue 2 - Match 2 |  |  | Barrages Ligue 1 | Barrages Ligue 1 | Barrages Ligue 1 | Barrages Ligue 1 |
|  |                               |                               |                               |                               |   |   |                               |                               |                               |                               |  |  |                  |                  |                  |                  |
|  |                               |                               |                               |                               |   |   |                               |                               |                               |                               |  |  |                  |                  |                  |                  |
|  |                               |                               |                               |                               |   |   |                               |                               |                               |                               |  |  |                  |                  |                  |                  |
|  |                               |                               |                               |                               |   |   |                               |                               |                               |                               |  |  |                  |                  |                  |                  |
|  |                               |                               |                               |                               |   |   |                               |                               |                               |                               |  |  |                  |                  |                  |                  |
|  |                               |                               |                               |                               |   |   |                               |                               |                               |                               |  |  |                  |                  |                  |                  |
|  |                               |                               |                               |                               |   |   |                               |                               |                               |                               |  |  |                  |                  |                  |                  |
|  |                               |                               |                               |                               |   |   |                               |                               |                               |                               |  |  |                  |                  |                  |                  |
|  |                               |                               |                               |                               |   |   |                               |                               |                               |                               |  |  |                  |                  |                  |                  |
|  |                               |                               |                               |                               |   |   |                               |                               |                               |                               |  |  |                  |                  |                  |                  |
|  |                               |                               |                               |                               |   |   |                               |                               |                               |                               |  |  |                  |                  |                  |                  |
|  |                               |                               |                               |                               |   |   |                               |                               |                               |                               |  |  |                  |                  |                  |                  |
|  | 16e L1                        | 0                             | 0                             | 0                             |   |   |                               |                               |                               |                               |  |  |                  |                  |                  |                  |
|  | 16e L1                        | 0                             | 0                             | 0                             |   |   |                               |                               |                               |                               |  |  |                  |                  |                  |                  |
|  |                               |                               | 0                             | 0                             | 0 | 0 |                               |                               |                               |                               |  |  |                  |                  |                  |                  |
|  |                               |                               |                               |                               | 0 | 0 |                               |                               |                               |                               |  |  |                  |                  |                  |                  |
|  |                               |                               |                               |                               |   |   |                               |                               |                               |                               |  |  |                  |                  |                  |                  |
|  |                               |                               |                               |                               |   |   |                               |                               |                               |                               |  |  |                  |                  |                  |                  |
|  | 3e L2                         | 0                             | 0                             | 0                             |   |   |                               |                               |                               |                               |  |  |                  |                  |                  |                  |
|  | 3e L2                         | 0                             | 0                             | 0                             |   |   |                               |                               |                               |                               |  |  |                  |                  |                  |                  |
|  |                               |                               | 0                             | 0                             | 0 | 0 |                               |                               |                               |                               |  |  |                  |                  |                  |                  |
|  | 4e L2                         | 0                             | 0                             | 0                             | 0 | 0 | 0                             | 0                             |                               |                               |  |  |                  |                  |                  |                  |
|  | 4e L2                         | 0                             |                               |                               |   |   |                               | 0                             |                               |                               |  |  |                  |                  |                  |                  |
|  | 5e L2                         | 0                             | 0                             | 0                             |   |   |                               |                               |                               |                               |  |  |                  |                  |                  |                  |
|  | 5e L2                         | 0                             | 0                             | 0                             |   |   |                               |                               |                               |                               |  |  |                  |                  |                  |                  |
|  |                               |                               |                               |                               |   |   |                               |                               |                               |                               |  |  |                  |                  |                  |                  |

#### Barrages de promotion
Les équipes classées de la cinquième à la troisième place de la Ligue 2 prennent part à des play-offs en matchs uniques dont le vainqueur affronte le 16e de la Ligue 1 dans le cadre de barrages aller-retour pour une place dans cette division la saison suivante.
Pour les matchs entre équipes de Ligue 2, en cas d'égalité, il n'y a pas de prolongations : les tirs au but ont ainsi lieu directement. Concernant les barrages avec le club de Ligue 1, si à l'issue du match retour les deux équipes ont marqué le même nombre de buts, les prolongations ont lieu puis les tirs au but. À l'instar de la réforme ayant eu lieu en Coupes d'Europe, la règle des buts marqués à l'extérieur n'est plus utilisée.
- Playoffs

| Match 1           | 4e de Ligue 2 2025-2026 | - | 5e de Ligue 2 2025-2026 | Stade du 4e de Ligue 2      |                             |
| Mardi 12 mai 2026 |                         |   |                         | Arbitrage : Arbitre vidéo : | Arbitrage : Arbitre vidéo : |
| Mardi 12 mai 2026 | [ Rapport]              |   |                         | Arbitrage : Arbitre vidéo : | Arbitrage : Arbitre vidéo : |

| Match 2              | 3e de Ligue 2 2025-2026 | - | Vainqueur du match 1 | Stade du 3e de Ligue 2      |                             |
| Vendredi 15 mai 2026 |                         |   |                      | Arbitrage : Arbitre vidéo : | Arbitrage : Arbitre vidéo : |
| Vendredi 15 mai 2026 | [ Rapport]              |   |                      | Arbitrage : Arbitre vidéo : | Arbitrage : Arbitre vidéo : |

- Barrage L1/L2

| Match aller       | Vainqueur du match 2 | - | 16e de Ligue 1 2025-2026 (L1) | Stade du vainqueur du match 2 |                             |
| Jeudi 21 mai 2026 |                      |   |                               | Arbitrage : Arbitre vidéo :   | Arbitrage : Arbitre vidéo : |
| Jeudi 21 mai 2026 | [ Rapport]           |   |                               | Arbitrage : Arbitre vidéo :   | Arbitrage : Arbitre vidéo : |

| Match retour         | 16e de Ligue 1 2025-2026 (L1) | - | Vainqueur du match 2 | Stade du 16e de Ligue 1     |                             |
| Dimanche 24 mai 2026 |                               |   |                      | Arbitrage : Arbitre vidéo : | Arbitrage : Arbitre vidéo : |
| Dimanche 24 mai 2026 | [ Rapport]                    |   |                      | Arbitrage : Arbitre vidéo : | Arbitrage : Arbitre vidéo : |

#### Barrages de relégation
Les barrages de promotion entre le troisième de National et le dix-huitième de la Ligue 2 se déroulent durant le mois de mai 2026. Le vainqueur de ces barrages obtient une place pour le championnat de Ligue 2 2026-2027 tandis que le perdant va en National.
| Match aller          | 3e de National 2025-2026 (N1) | -   | (L2) 16e de Ligue 2 | Stade du 3e de National |  |
| Mercredi 19 mai 2026 |                               | (-) |                     |                         |  |

| Match retour         | 16e de Ligue 2 (L2) | -   | (N1) 3e de National 2025-2026 | Stade du 16e de Ligue 2 |  |
| Dimanche 24 mai 2026 |                     | (-) |                               |                         |  |

## Statistiques

### Domicile et extérieur
| Rang | Équipe              | Pts | J | G | N | P | Bp | Bc | Diff |
| ---- | ------------------- | --- | - | - | - | - | -- | -- | ---- |
| 1    | AS Saint-Étienne R  | 3   | 1 | 1 | 0 | 0 | 4  | 0  | +4   |
| 2    | Pau FC              | 3   | 1 | 1 | 0 | 0 | 2  | 0  | +2   |
| 3    | ESTAC Troyes        | 3   | 1 | 1 | 0 | 0 | 2  | 1  | +1   |
| 4    | Stade de Reims R    | 3   | 1 | 1 | 0 | 0 | 1  | 0  | +1   |
| 5    | AS Nancy-Lorraine P | 3   | 1 | 1 | 0 | 0 | 1  | 0  | +1   |
| 6    | EA Guingamp         | 1   | 1 | 0 | 1 | 0 | 3  | 3  | 0    |
| 7    | Stade lavallois     | 1   | 1 | 0 | 1 | 0 | 3  | 3  | 0    |
| 8    | Amiens SC           | 1   | 1 | 0 | 1 | 0 | 2  | 2  | 0    |
| 9    | USL Dunkerque       | 1   | 1 | 0 | 1 | 0 | 2  | 2  | 0    |
| 10   | FC Annecy           | 1   | 1 | 0 | 1 | 0 | 2  | 2  | 0    |
| 11   | Grenoble Foot 38    | 1   | 1 | 0 | 1 | 0 | 1  | 1  | 0    |
| 12   | Montpellier HSC R   | 1   | 1 | 0 | 1 | 0 | 1  | 1  | 0    |
| 13   | SC Bastia           | 1   | 1 | 0 | 1 | 0 | 1  | 1  | 0    |
| 14   | Rodez AF            | 1   | 1 | 0 | 1 | 0 | 0  | 0  | 0    |
| 15   | Clermont Foot 63    | 1   | 1 | 0 | 1 | 0 | 0  | 0  | 0    |
| 16   | US Boulogne P       | 0   | 0 | 0 | 0 | 0 | 0  | 0  | 0    |
| 17   | Le Mans FC P        | 0   | 1 | 0 | 0 | 1 | 1  | 2  | -1   |
| 18   | Red Star FC         | 0   | 1 | 0 | 0 | 1 | 1  | 3  | -2   |

| Rang | Équipe              | Pts | J | G | N | P | Bp | Bc | Diff |
| ---- | ------------------- | --- | - | - | - | - | -- | -- | ---- |
| 1    | Amiens SC           | 3   | 1 | 1 | 0 | 0 | 3  | 1  | +2   |
| 2    | Montpellier HSC R   | 3   | 1 | 1 | 0 | 0 | 2  | 1  | +1   |
| 3    | AS Saint-Étienne R  | 1   | 1 | 0 | 1 | 0 | 3  | 3  | 0    |
| 4    | Le Mans FC P        | 1   | 1 | 0 | 1 | 0 | 3  | 3  | 0    |
| 5    | Clermont Foot 63    | 1   | 1 | 0 | 1 | 0 | 2  | 2  | 0    |
| 6    | USL Dunkerque       | 1   | 1 | 0 | 1 | 0 | 2  | 2  | 0    |
| 7    | Stade de Reims R    | 1   | 1 | 0 | 1 | 0 | 2  | 2  | 0    |
| 8    | Stade lavallois     | 1   | 1 | 0 | 1 | 0 | 1  | 1  | 0    |
| 9    | Red Star FC         | 1   | 1 | 0 | 1 | 0 | 1  | 1  | 0    |
| 10   | Pau FC              | 1   | 1 | 0 | 1 | 0 | 1  | 1  | 0    |
| 11   | AS Nancy-Lorraine P | 1   | 1 | 0 | 1 | 0 | 0  | 0  | 0    |
| 12   | ESTAC Troyes        | 1   | 1 | 0 | 1 | 0 | 0  | 0  | 0    |
| 13   | SC Bastia           | 0   | 0 | 0 | 0 | 0 | 0  | 0  | 0    |
| 14   | Grenoble Foot 38    | 0   | 1 | 0 | 0 | 1 | 1  | 2  | -1   |
| 15   | EA Guingamp         | 0   | 1 | 0 | 0 | 1 | 0  | 1  | -1   |
| 16   | US Boulogne P       | 0   | 1 | 0 | 0 | 1 | 0  | 1  | -1   |
| 17   | FC Annecy           | 0   | 1 | 0 | 0 | 1 | 0  | 2  | -2   |
| 18   | Rodez AF            | 0   | 1 | 0 | 0 | 1 | 0  | 4  | -4   |

### Évolution du classement
Le tableau suivant récapitule le classement au terme de chacune des journées définies par le calendrier officiel, les matchs joués en retard sont pris en compte la journée suivante. Les colonnes « promouvable » et « relégable » comptabilisent les places de montée ou de relégation directes.
| Journées →  | 1  | 2  | 3 | 4 | 5 | 6 | 7 | 8 | 9 | 10 | 11 | 12 | 13 | 14 | 15 | 16 | 17 | 18 | 19 | 20 | 21 | 22 | 23 | 24 | 25 | 26 | 27 | 28 | 29 | 30 | 31 | 32 | 33 | 34 | prom. | bar. | rel. |
| Équipe      |    |    |   |   |   |   |   |   |   |    |    |    |    |    |    |    |    |    |    |    |    |    |    |    |    |    |    |    |    |    |    |    |    |    |       |      |      |
| ----------- | -- | -- | - | - | - | - | - | - | - | -- | -- | -- | -- | -- | -- | -- | -- | -- | -- | -- | -- | -- | -- | -- | -- | -- | -- | -- | -- | -- | -- | -- | -- | -- | ----- | ---- | ---- |
| Amiens      | 7  | 2  |   |   |   |   |   |   |   |    |    |    |    |    |    |    |    |    |    |    |    |    |    |    |    |    |    |    |    |    |    |    |    |    |       |      |      |
| Annecy      | 18 | 15 |   |   |   |   |   |   |   |    |    |    |    |    |    |    |    |    |    |    |    |    |    |    |    |    |    |    |    |    |    |    |    |    |       |      |      |
| Bastia      | 16 | 11 |   |   |   |   |   |   |   |    |    |    |    |    |    |    |    |    |    |    |    |    |    |    |    |    |    |    |    |    |    |    |    |    |       |      |      |
| Boulogne    | 15 | 18 |   |   |   |   |   |   |   |    |    |    |    |    |    |    |    |    |    |    |    |    |    |    |    |    |    |    |    |    |    |    |    |    |       |      |      |
| Clermont    | 8  | 10 |   |   |   |   |   |   |   |    |    |    |    |    |    |    |    |    |    |    |    |    |    |    |    |    |    |    |    |    |    |    |    |    |       |      |      |
| Dunkerque   | 10 | 9  |   |   |   |   |   |   |   |    |    |    |    |    |    |    |    |    |    |    |    |    |    |    |    |    |    |    |    |    |    |    |    |    |       |      |      |
| Grenoble    | 17 | 14 |   |   |   |   |   |   |   |    |    |    |    |    |    |    |    |    |    |    |    |    |    |    |    |    |    |    |    |    |    |    |    |    |       |      |      |
| Guingamp    | 4  | 13 |   |   |   |   |   |   |   |    |    |    |    |    |    |    |    |    |    |    |    |    |    |    |    |    |    |    |    |    |    |    |    |    |       |      |      |
| Laval       | 6  | 8  |   |   |   |   |   |   |   |    |    |    |    |    |    |    |    |    |    |    |    |    |    |    |    |    |    |    |    |    |    |    |    |    |       |      |      |
| Le Mans     | 5  | 12 |   |   |   |   |   |   |   |    |    |    |    |    |    |    |    |    |    |    |    |    |    |    |    |    |    |    |    |    |    |    |    |    |       |      |      |
| Montpellier | 11 | 4  |   |   |   |   |   |   |   |    |    |    |    |    |    |    |    |    |    |    |    |    |    |    |    |    |    |    |    |    |    |    |    |    |       |      |      |
| Nancy       | 14 | 7  |   |   |   |   |   |   |   |    |    |    |    |    |    |    |    |    |    |    |    |    |    |    |    |    |    |    |    |    |    |    |    |    |       |      |      |
| Pau         | 1  | 3  |   |   |   |   |   |   |   |    |    |    |    |    |    |    |    |    |    |    |    |    |    |    |    |    |    |    |    |    |    |    |    |    |       |      |      |
| Red Star    | 12 | 16 |   |   |   |   |   |   |   |    |    |    |    |    |    |    |    |    |    |    |    |    |    |    |    |    |    |    |    |    |    |    |    |    |       |      |      |
| Reims       | 9  | 5  |   |   |   |   |   |   |   |    |    |    |    |    |    |    |    |    |    |    |    |    |    |    |    |    |    |    |    |    |    |    |    |    |       |      |      |
| Rodez       | 13 | 17 |   |   |   |   |   |   |   |    |    |    |    |    |    |    |    |    |    |    |    |    |    |    |    |    |    |    |    |    |    |    |    |    |       |      |      |
| St-Étienne  | 3  | 1  |   |   |   |   |   |   |   |    |    |    |    |    |    |    |    |    |    |    |    |    |    |    |    |    |    |    |    |    |    |    |    |    |       |      |      |
| Troyes      | 2  | 6  |   |   |   |   |   |   |   |    |    |    |    |    |    |    |    |    |    |    |    |    |    |    |    |    |    |    |    |    |    |    |    |    |       |      |      |

En gras et italique, les équipes comptant un match en retard.

### Résultats par match
| Journée ╱ Équipe | 1 | 2 | 3 | 4 | 5 | 6 | 7 | 8 | 9 | 10 | 11 | 12 | 13 | 14 | 15 | 16 | 17 | 18 | 19 | 20 | 21 | 22 | 23 | 24 | 25 | 26 | 27 | 28 | 29 | 30 | 31 | 32 | 33 | 34 |
| ---------------- | - | - | - | - | - | - | - | - | - | -- | -- | -- | -- | -- | -- | -- | -- | -- | -- | -- | -- | -- | -- | -- | -- | -- | -- | -- | -- | -- | -- | -- | -- | -- |
| Amiens           | N | V |   |   |   |   |   |   |   |    |    |    |    |    |    |    |    |    |    |    |    |    |    |    |    |    |    |    |    |    |    |    |    |    |
| Annecy           | D | N |   |   |   |   |   |   |   |    |    |    |    |    |    |    |    |    |    |    |    |    |    |    |    |    |    |    |    |    |    |    |    |    |
| Bastia           | R | N |   |   |   |   |   |   |   |    |    |    |    |    |    |    |    |    |    |    |    |    |    |    |    |    |    |    |    |    |    |    |    |    |
| Boulogne         | R | D |   |   |   |   |   |   |   |    |    |    |    |    |    |    |    |    |    |    |    |    |    |    |    |    |    |    |    |    |    |    |    |    |
| Clermont         | N | N |   |   |   |   |   |   |   |    |    |    |    |    |    |    |    |    |    |    |    |    |    |    |    |    |    |    |    |    |    |    |    |    |
| Dunkerque        | N | N |   |   |   |   |   |   |   |    |    |    |    |    |    |    |    |    |    |    |    |    |    |    |    |    |    |    |    |    |    |    |    |    |
| Grenoble         | D | N |   |   |   |   |   |   |   |    |    |    |    |    |    |    |    |    |    |    |    |    |    |    |    |    |    |    |    |    |    |    |    |    |
| Guingamp         | N | D |   |   |   |   |   |   |   |    |    |    |    |    |    |    |    |    |    |    |    |    |    |    |    |    |    |    |    |    |    |    |    |    |
| Laval            | N | N |   |   |   |   |   |   |   |    |    |    |    |    |    |    |    |    |    |    |    |    |    |    |    |    |    |    |    |    |    |    |    |    |
| Le Mans          | N | D |   |   |   |   |   |   |   |    |    |    |    |    |    |    |    |    |    |    |    |    |    |    |    |    |    |    |    |    |    |    |    |    |
| Montpellier      | N | V |   |   |   |   |   |   |   |    |    |    |    |    |    |    |    |    |    |    |    |    |    |    |    |    |    |    |    |    |    |    |    |    |
| Nancy            | N | V |   |   |   |   |   |   |   |    |    |    |    |    |    |    |    |    |    |    |    |    |    |    |    |    |    |    |    |    |    |    |    |    |
| Pau              | V | N |   |   |   |   |   |   |   |    |    |    |    |    |    |    |    |    |    |    |    |    |    |    |    |    |    |    |    |    |    |    |    |    |
| Red Star         | N | D |   |   |   |   |   |   |   |    |    |    |    |    |    |    |    |    |    |    |    |    |    |    |    |    |    |    |    |    |    |    |    |    |
| Reims            | N | V |   |   |   |   |   |   |   |    |    |    |    |    |    |    |    |    |    |    |    |    |    |    |    |    |    |    |    |    |    |    |    |    |
| Rodez            | N | D |   |   |   |   |   |   |   |    |    |    |    |    |    |    |    |    |    |    |    |    |    |    |    |    |    |    |    |    |    |    |    |    |
| St-Étienne       | N | V |   |   |   |   |   |   |   |    |    |    |    |    |    |    |    |    |    |    |    |    |    |    |    |    |    |    |    |    |    |    |    |    |
| Troyes           | V | N |   |   |   |   |   |   |   |    |    |    |    |    |    |    |    |    |    |    |    |    |    |    |    |    |    |    |    |    |    |    |    |    |

### Séries
Série de victoires : 
Série de victoires en début de saison :
Série de matchs sans défaite :   
Série de défaites : 
Série de défaites en début de saison : 
Série de matchs sans victoire : 
Série de matchs sans victoire en début de saison : 
Série de matchs nuls : 
Série de matchs sans encaisser de but :

### Buts marqués par journée
Ce graphique représente le nombre de buts marqués lors de chaque journée.

### Classement des buteurs
Mise à jour le 18 août 2025.
|     | Joueur           | Club             | Buts |
| --- | ---------------- | ---------------- | ---- |
| 1er | Irvin Cardona    | AS Saint-Étienne | 2    |
|     | Anto Sekongo     | USL Dunkerque    | 2    |
|     | Damien Durand    | Red Star         | 2    |
|     | Teddy Averlant   | Amiens SC        | 2    |
|     | Malik Tchokounté | Stade Lavallois  | 2    |
| 6e  | Gessime Yassine  | USL Dunkerque    | 1    |
|     | Augustine Boakye | AS Saint-Étienne | 1    |
|     | Enzo Bardeli     | USL Dunkerque    | 1    |
|     | Ange Chibozo     | Amiens SC        | 1    |
|     | William Harouz   | Le Mans FC       | 1    |

| Source : Classement buteurs - Ligue 2 BKT - LFP. |

### Classement des passeurs
Mise à jour le 11 août 2025.
|     | Joueur           | Club             | Passes |
| --- | ---------------- | ---------------- | ------ |
| 1er | Augustine Boakye | AS Saint-Étienne | 3      |
| 2e  | Teddy Teuma      | Stade de Reims   | 2      |
| 3e  | Anto Sekongo     | USL Dunkerque    | 1      |
|     | Enzo Bardeli     | USL Dunkerque    | 1      |
|     | Clément Billemaz | FC Annecy        | 1      |
|     | Famara Diedhiou  | Clermont Foot    | 1      |
|     | Ben Old          | AS Saint-Étienne | 1      |
|     | Gessime Yassine  | USL Dunkerque    | 1      |
|     | Leroy Abanda     | Le Mans          | 1      |
|     | Jessy Benet      | Grenoble Foot 38 | 1      |

| Source : Classement buteurs - Ligue 2 BKT - LFP. |

### Afflucence

#### Meilleures affluences de la saison
Mise à jour le 12 août 2025.
| Rang | Match                              | Journée | Date         | Stade                   | Affluence |
| ---- | ---------------------------------- | ------- | ------------ | ----------------------- | --------- |
| 1    | AS Saint-Étienne - Rodez AF        | J2      | 16 août 2025 | Stade Geoffroy-Guichard | 33 051    |
| 2    | SC Bastia - Pau FC                 | J2      | 15 août 2025 | Stade Armand Cesari     | 13 134    |
| 3    | Le Mans FC - Montpellier HSC       | J2      | 18 août 2025 | Stade Marie-Marvingt    | 12 147    |
| 4    | Montpellier HSC - Red Star         | J1      | 9 août 2025  | Stade de la Mosson      | 10 895    |
| 5    | Stade de Reims - EA Guingamp       | J2      | 16 août 2025 | Stade Auguste-Delaune   | 10 247    |
| 6    | Stade lavallois - AS Saint-Étienne | J1      | 9 août 2025  | Stade Francis Le Basser | 9 461     |
| 7    | EA Guingamp - Le Mans FC           | J1      | 9 août 2025  | Stade de Roudourou      | 9 167     |
| 8    | Amiens SC - Stade de Reims         | J1      | 11 août 2025 | Stade de la Licorne     | 7 773     |
| 9    | Rodez AF - AS Nancy-Lorraine       | J1      | 9 août 2025  | Stade Paul-Lignon       | 6 049     |
| 10   | ESTAC Troyes - Grenoble Foot 38    | J1      | 9 août 2025  | Stade de l'Aube         | 5 418     |

#### Affluences par journée
Ce graphique représente le nombre de spectateurs présents dans les stades lors de chaque journée
* Au moins une affluence n'a pas été communiquée officiellement.
** Un ou plusieurs matchs à huis clos.

## Trophées UNFP
Chaque début de mois, les internautes votent pour élire le trophée UNFP du joueur du mois de Ligue 2.
| Mois      | Premier | Premier | Autres nommés | Autres nommés | Réf. |
| Mois      | Joueur  | Club    | Joueurs       | Clubs         | Réf. |
| --------- | ------- | ------- | ------------- | ------------- | ---- |
| Août      |         |         |               |               |      |
|           |         |         |               |               |      |
| Septembre |         |         |               |               |      |
|           |         |         |               |               |      |
| Octobre   |         |         |               |               |      |
|           |         |         |               |               |      |
| Novembre  |         |         |               |               |      |
|           |         |         |               |               |      |
| Décembre  |         |         |               |               |      |
|           |         |         |               |               |      |
| Janvier   |         |         |               |               |      |
|           |         |         |               |               |      |
| Février   |         |         |               |               |      |
|           |         |         |               |               |      |
| Mars      |         |         |               |               |      |
|           |         |         |               |               |      |

Au mois de mai, lors des trophée UNFP du football 2026, sont élus le meilleur joueur, gardien, espoir, entraîneur, le plus beau but et l'équipe type de la saison.
| Meilleur joueur | Meilleur gardien | Meilleur espoir | Meilleur entraîneur | Plus beau but |
| --------------- | ---------------- | --------------- | ------------------- | ------------- |
|                 |                  |                 |                     |               |

| Gardien de but | Défenseurs | Milieux de terrain | Attaquants |
| -------------- | ---------- | ------------------ | ---------- |
|                |            |                    |            |

## Bilan de la saison
Les données ci-dessous sont vouées à évoluer au fur et à mesure du déroulement de la saison.
- Champion d'automne :
- Champion :
- Meilleure attaque :
- Meilleure défense :
- Plus mauvaise attaque :
- Plus mauvaise défense :
- Premier but de la saison :  Edwin Quarshie   18e pour Le Mans FC contre l'EA Guingamp (3 - 3), le 9 août 2025 (1re journée).
- Premier doublé de la saison :  Malik Tchokounté   16e   41e pour le Stade lavallois contre l'AS Saint-Étienne (3 - 3), le 9 août 2025 (1re journée.
- Premier triplé de la saison :
- Dernier but de la saison :
- Dernier doublé de la saison :
- Dernier triplé de la saison :
- Premier but contre son camp :  Patrick Zabi (Amiens SC)   14e (csc) pour le Stade de Reims (2 - 2), le 11 août 2025 (1re journée).
- Dernier but contre son camp :
- Premier penalty :  Famara Diedhiou   16e (pen.) pour le Clermont Foot 63 contre l'USL Dunkerque (2 - 2), le 9 août 2025 (1re journée).
- Premier penalty arrêté :
- Dernier penalty :
- But le plus rapide d'une rencontre :  Anto Sekongo   7e pour l'USL Dunkerque contre le Clermont Foot (2 - 2), le 9 août 2025 (1re journée).
- But le plus tardif en première mi-temps :  Anto Sekongo   45+3e pour l'USL Dunkerque contre le FC Annecy (2 - 2), le 16 août 2025 (2e journée).
- But le plus tardif en seconde mi-temps :  William Harhouz   90+11e pour Le Mans FC contre l'EA Guingamp (3 - 3), le 9 août 2025 (1re journée).
- Plus jeune buteur de la saison :  Ethan Clavreul   87e pour le Stade lavallois contre l'AS Saint-Étienne (3 - 3), le 9 août 2025 (1re journée) à 19 ans, 1 mois et 10 jours.
- Plus vieux buteur de la saison :  Malik Tchokounté   16e   41e pour le Stade lavallois contre l'AS Saint-Étienne (3 - 3), le 9 août 2025 (1re journée) à 36 ans, 10 mois et 28 jours.
- Journée de championnat la plus riche en buts :
- Journée de championnat la plus pauvre en buts :
- Nombre de buts inscrits durant la saison : 48 buts
- Premier carton jaune :  Dylan Ourega  30e pour l'EA Guingamp contre Le Mans FC (3 - 3), le 9 août 2025 (1re journée).
- Premier carton rouge :  William Harhouz    90+11e,  90+12e pour Le Mans FC contre l'EA Guingamp (3 - 3), le 9 août 2025 (1re journée).
- Nombre de  durant la saison : 63
- Nombre de  durant la saison : 7
- Plus grand nombre de buts dans une rencontre : 6 buts
  - 3 - 3 lors de EA Guingamp - Le Mans FC le 9 août 2025 (1re journée)
  - 3 - 3 lors de Stade lavallois - AS Saint-Étienne le 9 août 2024 (1re journée)
- Plus large victoire à domicile : 4 buts
  - 4 - 0 lors de AS Saint-Étienne - Rodez AF le 16 août 2025 (2e journée).
- Plus large victoire à l'extérieur : 
  - 1 - 3 lors de Red Star - Amiens SC le 15 août 2025 (2e journée).
- Plus grand nombre de buts dans une mi-temps : 
  - en 1re mi-temps : 4 buts
    - Stade lavallois 3 - 3 AS Saint-Étienne (2 - 2, 1 - 1) le 9 août 2025 (1re journée).

  - en 2e mi-temps : 4 buts
    - EA Guingamp 3 - 3 Le Mans FC (0 - 2, 3 - 1) le 9 août 2025 (1re journée).
- Plus grand nombre de buts dans une rencontre pour une équipe : 4 buts
  - 4 - 0 lors de AS Saint-Étienne - Rodez AF le 16 août 2025 (2e journée).
- Plus grand nombre de spectateurs dans une rencontre : 33 051 spectateurs lors de AS Saint-Étienne - Rodez AF, le 16 août 2025 (2e journée).
- Plus petit nombre de spectateurs dans une rencontre : 442 spectateurs lors de FC Annecy - USL Dunkerque, le 16 août 2025 (2e journée), Match délocalisé à Dijon.